# Devotional Tour
La gira Devotional Tour de la banda inglesa Depeche Mode comenzó el 19 de mayo de 1993 en Lille (Francia), y terminó el 20 de diciembre de 1993 en Londres (Reino Unido). La gira presentó el octavo álbum de la banda, Songs of Faith and Devotion, publicado en 1993.
En esta gira Depeche Mode visitó por primera vez Portugal, República Checa y México.
Los conciertos del 17 de julio en Barcelona, España, y 21 de julio en Fráncfort del Meno, Alemania, fueron capturados y editados ese año en videocasete como álbum en directo, con el nombre Devotional.
Esta es famosa porque su extensión de 1994 fue toda una nueva gira llamada Exotic Tour.

## Créditos
El grupo se presentó durante toda la gira tal como estaba constituido, como un cuarteto.
David Gahan - vocalista.
Martin Gore – segundo vocalista, guitarra, sintetizador y segunda voz.
Andrew Fletcher - sintetizador.
Alan Wilder - sintetizador y batería; apoyo vocal y piano.
Además, tuvieron soporte vocal por parte de las coristas Hildia Campbell y Samantha Smith.

## Temas interpretados
A diferencia de las anteriores giras se optó por piezas hasta de cinco álbumes atrás y desde luego inclinación al álbum Songs of Faith and Devotion, aunque se volvieron a incluir sólo temas originales de Depeche Mode, además sólo se tocaban 19 por concierto reduciendo la veintena de los anteriores Tours.

### Listado general de canciones
1. Higher Love
2. Policy of Truth
3. World in My Eyes
4. Walking in My Shoes
5. Behind the Wheel
6. Halo
7. Stripped
8. Condemnation
9. Tema interpretado por Martin Gore
  - Judas
  - A Question of Lust
10. Tema interpretado por Martin Gore
  - Death's Door (acústico)
  - One Caress
11. - Mercy in You
  - Get Right With Me
12. I Feel You
13. Never Let Me Down Again
14. Rush
15. In Your Room

Encore #1
16. Personal Jesus
17. Enjoy the Silence
Encore #2
18. - Fly on the Windscreen
  - Something to Do (solo el 25 de mayo de 1993 en Bruselas)
  - Somebody
19. Everything Counts

### Estadísticas
- Temas del Songs of Faith and Devotion (10)
- Temas del Violator (5)
- Temas del Music for the Masses (2)
- Temas del Black Celebration (3)
- Temas del Some Great Reward (2)
- Temas del Construction Time Again (1)
- Temas del A Broken Frame (0)
- Temas del Speak & Spell (0)
- Temas no pertenecientes a algún álbum de estudio: (1)
- Canciones tocadas en la gira anterior World Violation Tour: 9
- Total de canciones Interpretadas: 24
- Regresos: "Fly on the Windscreen" ausente desde el Black Celebration Tour en 1986 (7 años) y " A Question of Lust" ausente desde el Tour For The Masses en 1987 (6 años).
- Canción más reciente, no perteneciente al álbum soporte de la gira: "World in My Eyes"
- Todos los sencillos interpretados de un álbum, no perteneciente al de soporte de la gira: "Violator".

### Variaciones
A lo largo del Tour, el listado de temas presentó distintos cambios. Estas son las diferentes canciones que se tocaron. En la columna # de las fechas, se indica cuál fue el listado interpretado.
Véase arriba el Listado de temas
| Listado # | Tema #9            | Tema #10     | Tema #11          | Tema #18              |
| --------- | ------------------ | ------------ | ----------------- | --------------------- |
| 1         | Judas              | Death's Door | Get Right With Me | Fly on the Windscreen |
| 2         | A Question of Lust | Death's Door | Mercy in You      | Something to Do       |
| 3         | A Question of Lust | Death's Door | Mercy in You      | Fly on the Windscreen |
| 4         | Judas              | Death's Door | Mercy in You      | Fly on the Windscreen |
| 5         | A Question of Lust | Death's Door | Get Right With Me | Fly on the Windscreen |
| 6         | Judas              | One Caress   | Mercy in You      | Fly on the Windscreen |
| 7         | A Question of Lust | One Caress   | Mercy in You      | Fly on the Windscreen |
| 8         | A Question of Lust | One Caress   | Mercy in You      | Somebody              |

Nota #1: El 7 de junio en Roma, el 10 de junio en Nancy, el 22 de julio en Colonia, el 24 de julio en Zeebrugge y el 19 de octubre en Milwaukee, se omitieron las dos últimas canciones.
Nota #2: Listado 9. El 8 de septiembre en Montreal hubo repertorio especial por problemas en la voz de David. El listado fue "Higher Love", "Policy of Truth", "World in My Eyes", "Walking in My Shoes", "Behind the Wheel", "Halo", "Stripped", "Condemnation", "A Question of Lust", "Death's Door", "Judas" y "One Caress".
Nota #3: El 8 de octubre en Nueva Orlenas David sufrió un ataque al corazón en el primer Encore, por ello se omitieron "Personal Jesus", "Enjoy the Silence", "Fly on the Windscreen" y "Everything Counts". Como tema final se interpretó "Death's Door". 
Nota #4: El 17 de octubre en Saint Louis se detuvo el concierto en el décimo tema y se suspendió. 

## Destinos de la gira

### Primera Manga: Europa
| Fecha               | País            | Ciudad             | Lugar                        | #  |
| 19 de mayo de 1993  | Francia         | Lille              | Espace Foire                 | 1  |
| 21 de mayo de 1993  | Suiza           | Zúrich             | Hallenstadion                | 1  |
| 24 de mayo de 1993  | Bélgica         | Bruselas           | Forest National              | 1  |
| 25 de mayo de 1993  | Bélgica         | Bruselas           | Forest National              | 2  |
| 27 de mayo de 1993  | Dinamarca       | Copenhague         | Forum Copenhague             | 1  |
| 28 de mayo de 1993  | Suecia          | Gotemburgo         | Scandinavium                 | 1  |
| 29 de mayo de 1993  | Suecia          | Estocolmo          | Globe                        | 3  |
| 31 de mayo de 1993  | Alemania        | Hannover           | Sportpark Garbsen            | 1  |
| 1 de junio de 1993  | Países Bajos    | Róterdam           | Ahoy                         | 4  |
| 3 de junio de 1993  | Suiza           | Lausana            | Patinoire Malley             | 4  |
| 4 de junio de 1993  | Italia          | Milán              | Fila Forum                   | 4  |
| 7 de junio de 1993  | Italia          | Roma               | Palaghiaccio                 | 4* |
| 8 de junio de 1993  | Italia          | Florencia          | Palasport                    | 5  |
| 10 de junio de 1993 | Francia         | Nancy              | Esplanade Du Zenith          | 4* |
| 11 de junio de 1993 | Alemania        | Núremberg          | Frankenhalle                 | 4  |
| 12 de junio de 1993 | Alemania        | Mannheim           | Maimarkthalle                | 5  |
| 14 de junio de 1993 | Alemania        | Dortmund           | Westfalenhalle               | 6  |
| 15 de junio de 1993 | Alemania        | Dortmund           | Westfalenhalle               | 5  |
| 16 de junio de 1993 | Alemania        | Berlín             | Waldbühne                    | 4  |
| 18 de junio de 1993 | República Checa | Praga              | Letná Stadium                | 4  |
| 19 de junio de 1993 | Alemania        | Leipzig            | Festwiese                    | 4  |
| 21 de junio de 1993 | Alemania        | Múnich             | Olympiahalle                 | 4  |
| 23 de junio de 1993 | Austria         | Viena              | Stadthalle                   | 4  |
| 25 de junio de 1993 | Alemania        | Stuttgart          | Schleyerhalle                | 5  |
| 26 de junio de 1993 | Francia         | Lyon               | Halle Tony Garnier           | 4  |
| 29 de junio de 1993 | Francia         | París              | Bercy                        | 6  |
| 30 de junio de 1993 | Francia         | París              | Bercy                        | 5  |
| 3 de julio de 1993  | Francia         | Brest              | Parc Penfeld                 | 4  |
| 5 de julio de 1993  | Francia         | Burdeos            | Merignac Stadium             | 4  |
| 7 de julio de 1993  | Francia         | Tolón              | Zenith Omega                 | 4  |
| 10 de julio de 1993 | Portugal        | Oporto             | Estádio das Antas            | 4  |
| 11 de julio de 1993 | Portugal        | Lisboa             | Estádio José Alvalade        | 4  |
| 13 de julio de 1993 | España          | Pontevedra         | Estadio Municipal de Pasarón | 4  |
| 15 de julio de 1993 | España          | Madrid             | Plaza de Toros de Las Ventas | 4  |
| 17 de julio de 1993 | España          | Barcelona          | Palau Sant Jordi             | 4  |
| 21 de julio de 1993 | Alemania        | Fráncfort del Meno | Festhalle                    | 4  |
| 22 de julio de 1993 | Alemania        | Colonia            | Sporthalle                   | 4* |
| 24 de julio de 1993 | Bélgica         | Zeebrugge          | Belga Beach Festival         | 4* |
| 27 de julio de 1993 | Hungría         | Budapest           | MTK Stadion                  | 4  |
| 29 de julio de 1993 | Francia         | Liévin             | Stade Couvert Régional       | 4  |
| 31 de julio de 1993 | Reino Unido     | Londres            | Crystal Palace Sports Ground | 6  |

### Segunda Manga: Norteamérica
| Fecha                    | País           | Ciudad           | Lugar                      | #  |
| 7 de septiembre de 1993  | Canadá         | Quebec           | Colisée de Québec          | 3  |
| 8 de septiembre de 1993  | Canadá         | Montreal         | Forum de Montreal          | *  |
| 10 de septiembre de 1993 | Estados Unidos | Worcester        | Centrum                    | 3  |
| 12 de septiembre de 1993 | Estados Unidos | Washington D. C. | Capital Centre             | 3  |
| 14 de septiembre de 1993 | Canadá         | Hamilton         | Copps Coliseum             | 3  |
| 15 de septiembre de 1993 | Canadá         | Toronto          | Sky Dome                   | 3  |
| 17 de septiembre de 1993 | Estados Unidos | Pittsburgh       | Civic Center               | 3  |
| 18 de septiembre de 1993 | Estados Unidos | Filadelfia       | The Spectrum               | 3  |
| 21 de septiembre de 1993 | Estados Unidos | East Rutherford  | Meadowlands Arena          | 3  |
| 23 de septiembre de 1993 | Estados Unidos | Nueva York       | Madison Square Garden      | 7  |
| 24 de septiembre de 1993 | Estados Unidos | Nueva York       | Madison Square Garden      | 1  |
| 25 de septiembre de 1993 | Estados Unidos | Nassau           | Nassau Coliseum            | 3  |
| 27 de septiembre de 1993 | Estados Unidos | Hampton          | Hampton Coliseum           | 3  |
| 28 de septiembre de 1993 | Estados Unidos | Chapel Hill      | Dean Smith Center          | 3  |
| 29 de septiembre de 1993 | Estados Unidos | Atlanta          | Omni Coliseum              | 7  |
| 1 de octubre de 1993     | Estados Unidos | Gainesville      | O'Connell Centre           | 7  |
| 2 de octubre de 1993     | Estados Unidos | Miami            | Miami Arena                | 7  |
| 3 de octubre de 1993     | Estados Unidos | San Petersburgo  | Suncoast Dome              | 7  |
| 5 de octubre de 1993     | Estados Unidos | Orlando          | Orlando Arena              | 7  |
| 8 de octubre de 1993     | Estados Unidos | Nueva Orleans    | Lakefront Arena            | 7* |
| 10 de octubre de 1993    | Estados Unidos | Houston          | The Summit                 | 1  |
| 11 de octubre de 1993    | Estados Unidos | Houston          | The Summit                 | 3  |
| 13 de octubre de 1993    | Estados Unidos | Dallas           | Reunion Arena              | 6  |
| 14 de octubre de 1993    | Estados Unidos | Dallas           | Reunion Arena              | 5  |
| 15 de octubre de 1993    | Estados Unidos | Austin           | Frank Erwin Centre         | 6  |
| 17 de octubre de 1993    | Estados Unidos | San Luis         | St. Louis Arena            | 7* |
| 19 de octubre de 1993    | Estados Unidos | Milwaukee        | Bradley Center             | 7* |
| 20 de octubre de 1993    | Estados Unidos | Champaign        | Assembly Hall              | 7  |
| 22 de octubre de 1993    | Estados Unidos | Detroit          | The Palace of Auburn Hills | 7  |
| 23 de octubre de 1993    | Estados Unidos | Detroit          | The Palace of Auburn Hills | 7  |
| 26 de octubre de 1993    | Estados Unidos | Cleveland        | Richfield Coliseum         | 7  |
| 28 de octubre de 1993    | Estados Unidos | Chicago          | Rosemont Horizon           | 7  |
| 29 de octubre de 1993    | Estados Unidos | Chicago          | Rosemont Horizon           | 1  |
| 30 de octubre de 1993    | Estados Unidos | Minneapolis      | Target Center              | 7* |
| 2 de noviembre de 1993   | Estados Unidos | Denver           | McNichols Arena            | 7  |
| 4 de noviembre de 1993   | Estados Unidos | Salt Lake City   | Delta Center               | 7  |
| 6 de noviembre de 1993   | Canadá         | Vancouver        | P.N.E. Coliseum            | 7  |
| 7 de noviembre de 1993   | Estados Unidos | Seattle          | Seattle Coliseum           | 7  |
| 8 de noviembre de 1993   | Estados Unidos | Portland         | Oregon Coliseum            | 7  |
| 12 de noviembre de 1993  | Estados Unidos | San José         | San José Arena             | 7  |
| 13 de noviembre de 1993  | Estados Unidos | Oakland          | Oakland Coliseum           | 7  |
| 14 de noviembre de 1993  | Estados Unidos | Sacramento       | Arco Arena                 | 1  |
| 16 de noviembre de 1993  | Estados Unidos | San Diego        | Sports Arena               | 7  |
| 18 de noviembre de 1993  | Estados Unidos | Phoenix          | Veterans Memorial Coliseum | 7  |
| 20 de noviembre de 1993  | Estados Unidos | Inglewood        | The Forum                  | 7  |
| 21 de noviembre de 1993  | Estados Unidos | Inglewood        | The Forum                  | 1  |
| 23 de noviembre de 1993  | Estados Unidos | Inglewood        | The Forum                  | 8  |
| 24 de noviembre de 1993  | Estados Unidos | Inglewood        | The Forum                  | 1  |
| 26 de noviembre de 1993  | Estados Unidos | Inglewood        | The Forum                  | 8  |
| 2 de diciembre de 1993   | México         | México D.F.      | Palacio de los Deportes    | 7  |
| 3 de diciembre de 1993   | México         | México D.F.      | Palacio de los Deportes    | 1  |

### Tercera Manga: Irlanda y Reino Unido
| Fecha                   | País        | Ciudad     | Lugar           | # |
| 12 de diciembre de 1993 | Irlanda     | Dublín     | The Point       | 8 |
| 14 de diciembre de 1993 | Reino Unido | Birmingham | N.E.C.          | 8 |
| 17 de diciembre de 1993 | Reino Unido | Mánchester | G-Mex           | 8 |
| 18 de diciembre de 1993 | Reino Unido | Sheffield  | Sheffield Arena | 8 |
| 20 de diciembre de 1993 | Reino Unido | Londres    | Wembley Arena   | 8 |

### Conciertos cancelados
El 22 de junio estaba prevista una segunda noche en Múnich pero el concierto se canceló presumiblemente por las pocas entradas vendidas. En París se programó un tercer concierto pero fue cancelado, y otro concierto cancelado fue el de Argelès-sur-Mer el 6 de julio. En España se canceló un concierto previsto en Oviedo. El 24 de octubre en Cincinnati se canceló el concierto previsto por una lesión en la mano de Dave Gahan, mientras que un problema en la voz fue la causa del cancelamiento del show en Las Vegas del 27 de noviembre.
| Fecha                   | País           | Ciudad          |
| 22 de junio de 1993     | Alemania       | Múnich          |
| 1 de julio de 1993      | Francia        | París           |
| 6 de julio de 1993      | Francia        | Argelès-sur-Mer |
| 14 de julio de 1993     | España         | Oviedo          |
| 24 de octubre de 1993   | Estados Unidos | Cincinnati      |
| 27 de noviembre de 1993 | Estados Unidos | Las Vegas       |